# اندیس خاک صنعتی ۳۳۵۱
خاک صنعتی ۳۳۵۱ یک اندیس غیرفلزی است که در حوالی شهر کوار استان فارس قرار دارد و مادهٔ معدنی موجود در آن، خاک صنعتی است.سنگ میزبان این اندیس آهک سیلتی نازک لایه و به ندرت ماسه سنگ است و دیرینگی آن به دوران سازند رازک می‌رسد. در این اندیس، پاراژنز‌های CaO,SiO۲,Fe۲O۳ یافت می‌شوند.